# توکسفرس
توکسفرس (به سوئدی: Töcksfors) یک منطقهٔ مسکونی در سوئد است که در Årjäng Municipality واقع شده‌است.

## خصوصیات
توکسفرس ۱٫۹۱ کیلومترمربع مساحت و ۱٬۱۵۸ نفر جمعیت دارد.